# Corporación de la Vivienda
La Corporación de la Vivienda, también conocida por su acrónimo CORVI, fue una institución fiscal chilena creada el 25 de julio de 1953, mediante el DFL Nº 285 y regida por la Ley Orgánica 7.600. La CORVI estuvo en actividad hasta 1976.

## Origen
En 1953, durante el gobierno del presidente Carlos Ibáñez, el Congreso Nacional entregó facultades extraordinarias al Gobierno para realizar un plan de estabilización económica, en el cual se orienta la política de vivienda a un nivel nacional y se alude por primera vez a “planes nacionales de vivienda”, a “soluciones integrales” y de “racionalización y coordinación de acciones”.
De modo que cobró forma la idea de crear una suerte de organismo que activara el plan de viviendas, el cual debía reunir todas las atribuciones y facultades dispersas en distintos servicios. Ese organismo fue la Junta Ejecutiva del Plan de Viviendas. Finalmente, en julio de 1953 fueron fusionadas de la Caja de la Habitación Popular y la Corporación de Reconstrucción y Auxilio, creándose así la CORVI.

## Desarrollo
Durante sus seis primeros años de existencia, la CORVI pudo construir o financiar alrededor de 25.000 casas económicas, un desarrollo que resultaba insuficiente para paliar el creciente y grave problema de vivienda en Chile.
El presidente Jorge Alessandri, al iniciar su mandato en 1958, puso en práctica algunas medidas, definidas como trascendentales, para enfrentar el problema habitacional, dictado el DFL nº2 (31 de julio de 1959), un instrumento sin precedentes en la historia económica del país, destinado a movilizar, encauzar y fomentar los recursos estatales e institucionales, el ahorro y el crédito público y privado en favor de la vivienda popular. La acción técnica y ejecutiva quedó en manos de la CORVI, de forma que a partir de esa fecha, pone en práctica un plan habitacional chileno, con conjuntos habitacionales de gran calidad, situados y adecuado a los diversos y extremos contextos geográficos y climáticos de Chile.
La CORVI estuvo en funcionamiento hasta 1976, cuando la dictadura militar cerró una serie de entidades estatales, incluyendo la COU y la CORHABIT, los cuales dieron paso al Servicio de Vivienda y Urbanización.

## Proyectos destacados
- Remodelación El Morro[3] (Iquique)
- Remodelación Concepción (Concepción)
- Conjunto habitacional Ignacio Zenteno (Valparaíso)
- Villa San Pedro (Coronel)
- Remodelación Villa San Luis (Santiago)